# Scinaiaceae
Scinaiaceae, porodica crvenih algi u redu Nemaliales.  Postoje 4 roda i blizu 60 vrsta.
Porodica je opisana 2004.

## Rodovi
1. Gloiophloea J.Agardh   3
2. Nothogenia Montagne 10
3. Scinaia Bivona-Bernardi 45
4. Whidbeyella Setchell & N.L.Gardner  1

Sinonimi:
- Ginannia Montagne →Scinaia Bivona-Bernardi 1822
- Haloderma Ruprecht, 1850 →Nothogenia Montagne, 1843
- Myelomium Kützing  →Scinaia Bivona-Bernardi, 1822
- Pseudogloiophloea Levring   →Scinaia Bivona-Bernardi, 1822
- Rhodosaccion (J.Agardh) Montagne    →→Nothogenia Montagne, 1843